# Lijst van onroerend erfgoed in Rollegem
Een overzicht van het onroerend erfgoed in de deelgemeente Rollegem in de gemeente Kortrijk. Het onroerend erfgoed maakt onderdeel uit van het cultureel erfgoed in België.
| Object                                               | Erfgoedstatus? | Bouwjaar of architect | Deelgemeente | Adres                    | Coördinaten                   | Nummer? | Afbeelding                                           |
| ---------------------------------------------------- | -------------- | --------------------- | ------------ | ------------------------ | ----------------------------- | ------- | ---------------------------------------------------- |
| Wegkapelletje                                        | Monument       |                       | Rollegem     | Aalbeeksestraat          | 50° 46' 19" NB, 3° 15' 6" OL  | 61003   | Wegkapelletje                                        |
| Goed te Bonduelle, gesloten hoeve                    |                |                       | Rollegem     | Bellegemseweg 4          | 50° 46' 20" NB, 3° 15' 47" OL | 61004   | Goed te Bonduelle, gesloten hoeve                    |
| Hoeve met losse bestanddelen                         |                |                       | Rollegem     | Binnenstraat 8           | 50° 47' 8" NB, 3° 15' 21" OL  | 61006   | Hoeve met losse bestanddelen                         |
| Hoeve Goed te Tombroeck                              |                |                       | Rollegem     | Candeléstraat 34         | 50° 45' 13" NB, 3° 16' 23" OL | 61007   | Hoeve Goed te Tombroeck                              |
| Kwaburghoeve                                         |                |                       | Rollegem     | Kwabrugstraat 171        | 50° 45' 41" NB, 3° 16' 6" OL  | 61008   | Kwaburghoeve                                         |
| Hoeve De Commerce                                    |                |                       | Rollegem     | Kwabrugstraat 218-222    | 50° 45' 42" NB, 3° 16' 1" OL  | 61009   | Hoeve De Commerce                                    |
| Wegkapelletje                                        | Monument       |                       | Rollegem     | Lampestraat              | 50° 46' 60" NB, 3° 14' 47" OL | 61010   | Upload foto                                          |
| Boerenarbeidershuis                                  |                |                       | Rollegem     | Lampestraat 17           | 50° 46' 57" NB, 3° 14' 51" OL | 61011   | Boerenarbeidershuis                                  |
| Veldkapelletje OLV van bijstand BVO                  |                |                       | Rollegem     | Lampestraat              | 50° 46' 34" NB, 3° 14' 16" OL | 61012   | Veldkapelletje OLV van bijstand BVO                  |
| Hoeve Te Lande                                       |                |                       | Rollegem     | Lampestraat 97           | 50° 46' 19" NB, 3° 14' 40" OL | 61013   | Hoeve Te Lande                                       |
| Hof ter Magne                                        | Monument       |                       | Rollegem     | Marksestraat 7           | 50° 46' 32" NB, 3° 14' 59" OL | 61014   | Hof ter Magne                                        |
| Hoeve Vandaeleshof                                   |                |                       | Rollegem     | Marksestraat 19          | 50° 46' 41" NB, 3° 15' 5" OL  | 61015   | Hoeve Vandaeleshof                                   |
| Hoeve Ghequiere                                      |                |                       | Rollegem     | Moeskroensestraat 24     | 50° 45' 33" NB, 3° 15' 25" OL | 61016   | Hoeve Ghequiere                                      |
| Hoeve Goed te Imbrecht                               |                |                       | Rollegem     | Munkendoornstraat 135    | 50° 46' 58" NB, 3° 16' 16" OL | 61017   | Hoeve Goed te Imbrecht                               |
| Veldkapel bij hoeve Brouckaertshof                   | Monument       |                       | Rollegem     | Munkendoornstraat 222    | 50° 47' 3" NB, 3° 16' 9" OL   | 61018   | Veldkapel bij hoeve Brouckaertshof                   |
| Hoeve Goed te Schoore                                | niet bewaard   |                       | Rollegem     | Munkendoornstraat 240    | 50° 46' 54" NB, 3° 16' 12" OL | 61019   | Hoeve Goed te Schoore                                |
| Hoeve Het Domein                                     |                |                       | Rollegem     | Munkendoornstraat 274    | 50° 46' 37" NB, 3° 16' 18" OL | 61020   | Hoeve Het Domein                                     |
| Gemeenteschool                                       |                |                       | Rollegem     | Rollegemkerkstraat 9-11  | 50° 46' 5" NB, 3° 15' 40" OL  | 61021   | Gemeenteschool                                       |
| Dorpswoning                                          |                |                       | Rollegem     | Rollegemkerkstraat 65    | 50° 46' 0" NB, 3° 15' 29" OL  | 61022   | Dorpswoning                                          |
| Parochiekerk Sint-Antonius abt                       | Monument       |                       | Rollegem     | Rollegemplaats           | 50° 46' 7" NB, 3° 15' 45" OL  | 61023   | Parochiekerk Sint-Antonius abt                       |
| Eclectisch administratiegebouw 't Oud Gemeentehuis   |                |                       | Rollegem     | Rollegemplaats 2         | 50° 46' 10" NB, 3° 15' 46" OL | 61024   | Eclectisch administratiegebouw 't Oud Gemeentehuis   |
| Brouwerswoning                                       |                |                       | Rollegem     | Rollegemplaats 3         | 50° 46' 10" NB, 3° 15' 47" OL | 61025   | Brouwerswoning                                       |
| Hof van Rollegem                                     | Monument       |                       | Rollegem     | Rollegemplaats 5         | 50° 46' 9" NB, 3° 15' 51" OL  | 61026   | Hof van Rollegem                                     |
| Hoekpand                                             |                |                       | Rollegem     | Rollegemplaats 6, 6B     | 50° 46' 8" NB, 3° 15' 47" OL  | 61027   | Hoekpand                                             |
| Burgerhuis                                           | niet bewaard   |                       | Rollegem     | Rollegemplaats 8         | 50° 46' 8" NB, 3° 15' 48" OL  | 61028   | Burgerhuis                                           |
| Burgerhuis                                           |                |                       | Rollegem     | Rollegemplaats 12        | 50° 46' 7" NB, 3° 15' 49" OL  | 61030   | Burgerhuis                                           |
| Parochiaal centrum                                   |                |                       | Rollegem     | Rollegemplaats 14        | 50° 46' 5" NB, 3° 15' 46" OL  | 61032   | Parochiaal centrum                                   |
| Eenheidsbebouwing van twee herenhuizen               |                |                       | Rollegem     | Schepenhuisstraat 1-3    | 50° 46' 9" NB, 3° 15' 44" OL  | 61033   | Eenheidsbebouwing van twee herenhuizen               |
| Brouwershuis                                         |                |                       | Rollegem     | Schepenhuisstraat 5      | 50° 46' 10" NB, 3° 15' 44" OL | 61034   | Brouwershuis                                         |
| Dorpswoning                                          |                |                       | Rollegem     | Schepenhuisstraat 7      | 50° 46' 11" NB, 3° 15' 44" OL | 61035   | Dorpswoning                                          |
| Kasteel van Rollegem                                 | Monument       |                       | Rollegem     | Schepenhuisstraat 53, 61 | 50° 46' 24" NB, 3° 15' 38" OL | 61036   | Kasteel van Rollegem                                 |
| Hoeve 's Costers                                     |                |                       | Rollegem     | Schreiboomstraat 36      | 50° 45' 55" NB, 3° 15' 6" OL  | 61037   | Hoeve 's Costers                                     |
| Foresthoeve                                          |                |                       | Rollegem     | Schreiboomstraat 54      | 50° 45' 38" NB, 3° 15' 5" OL  | 61038   | Foresthoeve                                          |
| Boerenarbeidershuis                                  |                |                       | Rollegem     | Tombroekmolenstraat 9    | 50° 45' 4" NB, 3° 15' 51" OL  | 61039   | Boerenarbeidershuis                                  |
| Dorpswoning                                          |                |                       | Rollegem     | Tombroekstraat 1         | 50° 46' 6" NB, 3° 15' 50" OL  | 61040   | Dorpswoning                                          |
| Pastorie Sint-Antoniusparochie                       | Monument       |                       | Rollegem     | Tombroekstraat 2         | 50° 46' 4" NB, 3° 15' 48" OL  | 61041   | Pastorie Sint-Antoniusparochie                       |
| Herberg De Prins                                     |                |                       | Rollegem     | Tombroekstraat 3         | 50° 46' 6" NB, 3° 15' 50" OL  | 61042   | Herberg De Prins                                     |
| Klooster                                             |                |                       | Rollegem     | Tombroekstraat 6         | 50° 46' 2" NB, 3° 15' 47" OL  | 61043   | Klooster                                             |
| Herenhuis                                            |                |                       | Rollegem     | Tombroekstraat 7-9       | 50° 46' 5" NB, 3° 15' 51" OL  | 61044   | Herenhuis                                            |
| Volkshuis De Volksvriend                             |                |                       | Rollegem     | Tombroekstraat 11-17     | 50° 46' 5" NB, 3° 15' 51" OL  | 61045   | Volkshuis De Volksvriend                             |
| Winkel-woonhuis                                      |                |                       | Rollegem     | Tombroekstraat 16        | 50° 45' 58" NB, 3° 15' 47" OL | 61046   | Winkel-woonhuis                                      |
| Twee dorpswoningen                                   |                |                       | Rollegem     | Tombroekstraat 27-29     | 50° 46' 3" NB, 3° 15' 51" OL  | 61047   | Twee dorpswoningen                                   |
| Hoeve                                                |                |                       | Rollegem     | Tombroekstraat 34        | 50° 45' 55" NB, 3° 15' 45" OL | 61048   | Hoeve                                                |
| Stadswoning                                          |                |                       | Rollegem     | Tombroekstraat 37        | 50° 46' 4" NB, 3° 15' 51" OL  | 61049   | Stadswoning                                          |
| Mariakapel                                           |                |                       | Rollegem     | Tombroekstraat           | 50° 45' 52" NB, 3° 15' 48" OL | 61050   | Mariakapel                                           |
| Dorpswoning                                          |                |                       | Rollegem     | Tombroekstraat 61        | 50° 46' 0" NB, 3° 15' 50" OL  | 61051   | Dorpswoning                                          |
| Burgerhuis                                           |                |                       | Rollegem     | Tombroekstraat 67        | 50° 45' 59" NB, 3° 15' 50" OL | 61052   | Burgerhuis                                           |
| Dorpswoning                                          |                |                       | Rollegem     | Tombroekstraat 69        | 50° 45' 59" NB, 3° 15' 49" OL | 61053   | Upload foto                                          |
| Boerenarbeidershuis                                  |                |                       | Rollegem     | Tombroekstraat 305       | 50° 45' 3" NB, 3° 15' 56" OL  | 61054   | Boerenarbeidershuis                                  |
| Hoeve Goed te Castaigneboom                          |                |                       | Rollegem     | Walleweg 101             | 50° 47' 4" NB, 3° 16' 28" OL  | 61055   | Hoeve Goed te Castaigneboom                          |
| Hoeve Hof van Odo                                    |                |                       | Rollegem     | Walleweg 115             | 50° 47' 22" NB, 3° 16' 14" OL | 61056   | Hoeve Hof van Odo                                    |
| Veldkapel toegewijd aan Onze-Lieve-Vrouw van Lourdes | Monument       |                       | Rollegem     | Schepenhuisstraat        | 50° 46' 20" NB, 3° 15' 43" OL | 61076   | Veldkapel toegewijd aan Onze-Lieve-Vrouw van Lourdes |
| Burgerwoning                                         |                |                       | Rollegem     | Tombroekstraat 49        | 50° 46' 1" NB, 3° 15' 50" OL  | 77537   | Burgerwoning                                         |